# Iresioides beaumontii
Iresioides beaumontii är en skalbaggsart som först beskrevs av Desjardins 1838.  Iresioides beaumontii ingår i släktet Iresioides och familjen långhorningar.
Artens utbredningsområde är Madagaskar. Inga underarter finns listade i Catalogue of Life.